# Piton Dumauzé
Piton Dumauzé är en bergstopp i Martinique.  Den ligger i den västra delen av Martinique, 10 km norr om huvudstaden Fort-de-France. Toppen på Piton Dumauzé är 1 112 meter över havet. Det är en av topparna i bergsmassivet Pitons du Carbet.